# Paljas Ahovaara
Paljas Ahovaara är en kulle i Finland. Den ligger i Enontekis i landskapet Lappland, i den norra delen av landet, 900 km norr om huvudstaden Helsingfors. Toppen på Paljas Ahovaara är 406 meter över havet, eller 127 meter över den omgivande terrängen. Bredden vid basen är 5,1 km.
Terrängen runt Paljas Ahovaara är platt åt nordost, men åt sydväst är den kuperad.Trakten runt Paljas Ahovaara är nära nog obefolkad, med mindre än två invånare per kvadratkilometer. Närmaste större samhälle är Hetta, 15,4 km väster om Paljas Ahovaara. 